# Suka Pindah (Peninjauan)
Suka Pindah is een bestuurslaag in het regentschap Ogan Komering Ulu van de provincie Zuid-Sumatra, Indonesië. Suka Pindah telt 1828 inwoners (volkstelling 2010).